# Torestorp
Torestorp est une localité de Suède située dans la commune de Mark du comté de Västra Götaland. Elle couvre une superficie de 0,7 km2. En 2010, elle compte 419 habitants.